# Cleora paradoxa
Cleora paradoxa là một loài bướm đêm trong họ Geometridae.